# Hestiaia (Alexandrinerin)
Hestiaia von Alexandria, auch Histiaia (altgriechisch Έστιαία, auch Ἱστίαια Histiaia, latinisiert Hestiaea) ist eine in der Geographie des Strabon als von Demetrios von Skepsis zitierte Autorin eines Werks über die Ilias von Homer. Eustathios von Thessalonike überliefert die Namensform Histiaia.

## Kontext
Die Erwähnung bei Strabon lautet sinngemäß: Demetrius führt auch Hestiaea von Alexandreia als Zeugin an, eine Frau, die ein Werk über Homers Ilias schrieb und die hinterfragt, ob der Krieg um das heutige Ilium und die trojanische Ebene herum stattfand, welche letztere der Dichter zwischen der Stadt und dem Meer ansiedelt; denn, so sagt sie, die Ebene, die jetzt vor dem heutigen Ilium zu sehen ist, ist eine spätere Ablagerung der Flüsse. Demetrius gibt damit seiner Ablehnung der Sicht der Bewohner der Stadt Troja, dass am Ort der Stadt die Stadt von Homers Ilias stand, ein zusätzliches Gewicht.
Zu den Theorien über die Person Hestiaias gehört eine Abstammung aus der Stadt Alexandria Troas oder aus Alexandria.
Des Weiteren wird ihr in zwei mittelalterlichen Texten eine Erklärung des poetischen Beinamens „goldene“ der Aphrodite zugeschrieben. Danach soll laut Hestiaia der Beiname über den ägyptischen Namen einer Ebene, auf der ein Tempel der Aphrodite gestanden habe, entstanden sein.
Judy Chicago widmete ihr eine Inschrift auf den dreieckigen Bodenfliesen des Heritage Floor ihrer 1974 bis 1979 entstandenen Installation The Dinner Party. Die mit dem Namen Hestiaea beschrifteten Porzellanfliesen sind dem Platz mit dem Gedeck für Hypatia zugeordnet.